# Megan Walker
Pour les articles homonymes, voir Walker.
Megan Kayla Walker, née le 23 novembre 1998 à Richmond, Virginie, est une joueuse professionnelle américaine de basket-ball jouant au poste d'ailier.

## Carrière
Megan Walker joue avec les Huskies du Connecticut dans le championnat universitaire américain (NCAA) de 2017 à 2020. À l'issue de la saison 2019-2020, elle est nommée dans la First Team All-American par Associated Press et par l'United States Basketball Writers Association (USBWA),. En avril 2020, elle se déclare pour la draft WNBA 2020.

### Carrière en WNBA
Megan Walker est sélectionnée en 9e position lors de la draft WNBA 2020 par le Liberty de New York.

#### Liberty de New York (2020)
En raison de la pandémie de Covid-19, la saison rookie de Megan Walker se joue à Bradenton, en Floride, dans la bulle WNBA. Le 10 juillet 2020, le Liberty annonce que Walker est testée positive au virus et qu’elle ratera le début du camp d’entraînement. Walker fait ses débuts en WNBA le 29 juillet 2020 contre les Wings de Dallas, marquant 2 points en 2 minutes d’action. Plus tard dans la saison, elle inscrit son meilleur total contre les Lynx du Minnesota avec 8 points. Record de points qu'elle égale le 9 septembre 2020 face aux Sparks de Los Angeles. Pour sa saison rookie, elle dispute 18 matchs pour une moyenne de 3,3 points par match.
Le 10 février 2021, elle est envoyée au Mercury de Phoenix avec Kia Nurse en échange d'un premier tour de draft 2021 et 2022.

#### Mercury de Phoenix (2021)
Megan Walker commence la saison WNBA 2021 le 17 mai 2021 face au Sun du Connecticut en égalant son record en carrière de 8 points en 16 minutes de jeu. Les 2 et 4 juin 2021, lors d'une double confrontation face au Sky de Chicago, elle réalise deux fois la même performance en établissant un nouveau record en carrière de 11 points,. Au final, elle dispute 29 matchs, dont 7 en tant que titulaire, pour une moyenne de 4,5 points par match.
Elle participe aux playoffs WNBA 2021 et y dispute 5 matchs pour 1,6 point de moyenne en 7,8 minutes de jeu.
Le 13 janvier 2022, elle est coupée par le Mercury.

#### Dream d'Atlanta (2022)
En avril 2022, elle s'engage avec le Dream d'Atlanta pour la saison WNBA 2022.
Megan Walker dispute 12 matchs au cours de la saison 2022 pour le Dream, récoltant en moyenne 3,3 points et 0,8 rebond. Le 8 juin 2022, Walker est envoyée au Liberty de New York, avec les droits de draft de Raquel Carrera en échange d'Asia Durr.
Le Liberty la coupe dans la foulée afin de pouvoir signer Marine Johannès.

### Carrière en Europe

#### Sopron Basket (2020-2021)
À l'issue de la saison WNBA 2020, elle rejoint le club hongrois de Sopron. Elle dispute son premier match le 1er décembre 2020 face au Tango Bourges Basket en EuroLigue féminine en inscrivant 2 points en 14 minutes de jeu. Au final, elle dispute 10 matchs d'EuroLigue, avec un record de 15 points le 17 mars 2021 face au LDLC ASVEL féminin, pour une moyenne par match de 6,8 points. Elle dispute également 30 matchs de championnat pour une moyenne de 12,4 points par match.

#### CDB Clarinos de La Laguna (2021)
En octobre 2021, elle s'engage en Espagne avec le CDB Clarinos de La Laguna (it). Elle dispute son premier match le 27 octobre 2021 en EuroCoupe féminine face au Elfic Fribourg en inscrivant 13 points en 28 minutes de jeu, puis le 30 octobre 2021 dans le championnat espagnol face au Kutxabank Araski (en) en inscrivant 7 points en 31 minutes de jeu. Elle réalise son record de la saison avec 29 points en novembre 2021 face au Dinamo Sassari en EuroCoupe. Au final, elle dispute 6 matchs de championnat pour une moyenne de 13,7 points par match et 5 matchs d'EuroCoupe. Elle quitte le club espagnol en décembre 2021.

#### Emlak Konut SK (2022-2023)
Megan Walker dispute la saison 2022-2023 avec l'équipe turque du Emlak Konut SK (tr). Durant la saison, elle dispute 23 matchs de saison régulière avec des moyennes par match de 14,5 points, 6,5 rebonds et 2,2 passes décisives. Elle joue également 3 matchs de playoffs.

#### UMMC Iekaterinbourg (depuis 2023)
Pour la saison 2023-2024, elle s'engage en Russie avec l'UMMC Iekaterinbourg, avec qui elle dispute son premier match le 8 octobre 2023 face au ŽBK Dynamo Moscou.

## Statistiques

### En université
| Gras/Meilleures performances | [ 26 ] |

| Saison                    | Équipe                    | MJ  | M5 | Min  | %T   | %3   | %LF  | Rb  | PD  | Int | Ctr | BP  | F   | Pts  |
| ------------------------- | ------------------------- | --- | -- | ---- | ---- | ---- | ---- | --- | --- | --- | --- | --- | --- | ---- |
| 2017-2018                 | Huskies du Connecticut    | 30  | 0  | 15,5 | 44,4 | 37,1 | 75,5 | 3,3 | 0,9 | 0,3 | 0,2 | 0,9 | 0,9 | 5,8  |
| 2018-2019                 | Huskies du Connecticut    | 36  | 36 | 31,3 | 45,8 | 39,7 | 74,2 | 6,7 | 1,9 | 1,0 | 0,3 | 2,1 | 2,3 | 12,1 |
| 2019-2020                 | Huskies du Connecticut    | 32  | 32 | 33,9 | 47,7 | 45,1 | 82,1 | 8,4 | 2,9 | 1,5 | 0,5 | 2,5 | 2,2 | 19,7 |
| Total : moyenne par match | Total : moyenne par match |     |    | 26,7 | 46,0 | 40,6 | 77,1 | 6,2 | 1,9 | 0,9 | 0,3 | 1,8 | 1,8 | 12,5 |
| Totaux                    | Totaux                    | 100 | 68 | 2706 | 473  | 141  | 164  | 615 | 189 | 95  | 29  | 181 | 181 | 1251 |

### En WNBA
| Gras/Meilleures performances | [ 27 ] |

#### En saison régulière
| Saison                    | Équipe                    | MJ | M5 | Min  | %T   | %3   | %LF  | Rb  | PD  | Int | Ctr | BP  | F   | Pts |
| ------------------------- | ------------------------- | -- | -- | ---- | ---- | ---- | ---- | --- | --- | --- | --- | --- | --- | --- |
| 2020                      | Liberty de New York       | 18 | 0  | 11,4 | 32,1 | 14,0 | 60,0 | 1,5 | 0,3 | 0,2 | 0,0 | 0,4 | 0,8 | 3,3 |
| 2021                      | Mercury de Phoenix        | 29 | 7  | 14,7 | 31,1 | 26,7 | 63,3 | 1,3 | 0,9 | 0,2 | 0,3 | 0,8 | 1,8 | 4,5 |
| 2022                      | Dream d'Atlanta           | 12 | 0  | 9,6  | 36,8 | 36,8 | 66,7 | 0,8 | 0,4 | 0,3 | 0,0 | 1,0 | 0,7 | 3,3 |
| Total : moyenne par match | Total : moyenne par match |    |    | 12,6 | 32,2 | 24,1 | 63,4 | 1,3 | 0,6 | 0,2 | 0,1 | 0,7 | 1,3 | 3,9 |
| Totaux                    | Totaux                    | 59 | 7  | 746  | 85   | 33   | 26   | 75  | 36  | 12  | 8   | 42  | 75  | 229 |

## Palmarès et distinctions

### Palmarès
Néant.

### Distinctions personnelles
- Gatorade National Player of the Year (en) (2017)
- First team All-American par l'Associated Press et par l'United States Basketball Writers Association (USBWA) (2020)
- AAC Player of the Year (2020)